# Трёхсосенский
Трёхсосенский — производитель пива и напитков, одна из крупнейших компаний пивоваренной отрасли России. Мощности предприятия располагаются на двух производственных площадках: в Димитровграде, Ульяновская область, и в Ульяновске.

## Название
Первые здания пивоварни, согласно версии димитровградского краеведа Ф. Касимова, построены на левом берегу реки Мелекесс, ниже верхнего (Трёхсосенского) пруда. Недалеко от этого пруда, по городской легенде, росли три могучие сосны, образ которых дал имя новому заводу. Позже производственные корпуса перенесли и на правый берег реки.

## История

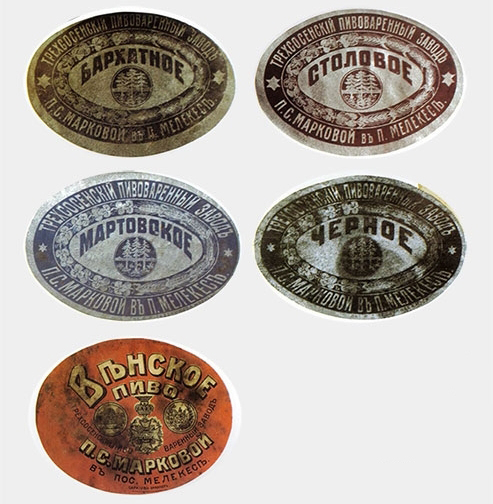
Этикетки «Завода искусственных и минеральных вод П. С. Марковой в п[осаде] Мелекесе»

Мелекесс приобрёл статус сначала посада, а затем города, благодаря своей развитой промышленности, прежде всего лесными, строительными и винокуренными артелями. Среди крупнейших промышленников в городе с XIX века особо выделяется купеческая династия Марковых, занимавших высокие государственные посты и державших несколько производственных предприятий в городе и уезде. В 1888 году жена председателя мелекесской посадской думы Маркова Прасковья Степановна открывает мёдопивоваренный завод, который сегодня значится среди старейших пивоваренных заводов на территории современной России. 

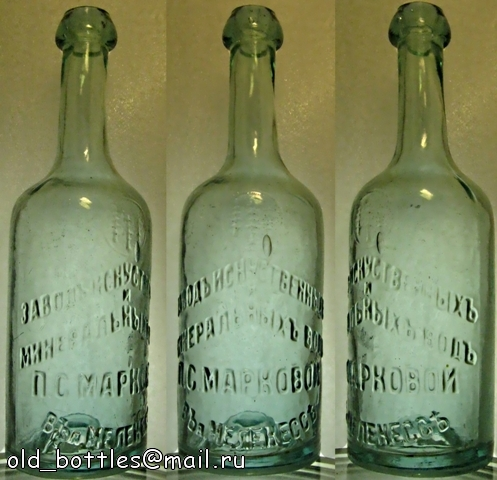
Бутылки «Завода искусственных и минеральных вод П. С. Марковой в п[осаде] Мелекесе»

Продукция, производимая Марковыми пользовалась большим спросом, поставлялась как в Самарскую губернию, так и в соседние с ней Казанскую и Симбирскую. Кроме того, при заводе было собственное бондарное производство: бочки экспортировались на пивоварни в разные уголки европейской и азиатской России.
Для варки пива различных сортов, среди которых особо отмечались Чешский экспорт, Столовое, Пилзенское, Чёрное, Венское использовался ячменный солод, завозимый из Польши. Во многом благодаря этому качество продукта было высоким. Марковы за сваренное ими пиво получают многочисленные награды, информацию о которых размещают на бутылочных этикетках. Пиво стали поставлять в столицу, и уже в 1910 году предприятие удостаивается почётного звания «Поставщик двора Его Императорского Величества». В этом же году производство расширяется за счёт выпуска фруктовых вод.
Одновременно с Марковыми пивоварением в Мелекессе занимался купец Богутинский. Однако до настоящего момента нет достоверных данных, конкурировали ли между собой два производства, или один — преемник другого. Однако, большое количество фактов говорит о том, что это одно производство.
На время Первой мировой войны император Николай II ввёл «сухой закон», поэтому Трёхсосенский завод частично перешёл на выпуск продукции военного назначения.
Во время голодного 1921 года в Поволжье многие производства стояли, тем не менее «Трёхсосенский» продолжал работать даже в этот период.
До 1955 года производство и розлив пива были преимущественно ручными, а солодовня оставалась токовой. Несмотря на это, завод выдавал продукции более четырёх миллионов литров пива в год. В 1955 году часть оборудования заменили, сделав упор на автоматизацию отдельных процессов.
В начале 1960-х на производстве проведена полная реконструкция: технологию обновили, оборудование заменили более современным.
В постперестроечный период предприятие затронули организационные изменения. Сначала Димитровградский пивоваренный завод перешёл к АТП «Черемшанское», в 1992 году стал арендным предприятием «Три сосны».
В 1995 году завод акционирован. В этом же году возвращено историческое имя «Трёхсосенский».
Осень 2002 года организационно-правовая форма сменяется на общество с ограниченной ответственностью.
В 2009 году ООО «Завод Трёхсосенский» расширяется, поглощая ульяновский пивоваренный завод «Витязь», основанный известным своей предпринимательской деятельностью почётным гражданином Симбирска  Александром Дмитриевичем Сачковым в 1861 году.
Вплоть до середины XX века коллектив «Витязя» из 15 человек варил 11 870 ведер пива ежегодно.
К настоящему времени на обеих производственных площадках ООО «Завод Трёхсосенский» произведена полная модернизация: установлены новые варницы и современные линии розлива немецкого и чешского производства.
В мае 2017 года на предприятии открыто новое квасное производство: запущена новая высокотехнологичная производственная линия, позволяющая довести показатель производства кваса до 3 млн литров в месяц.
Предприятие является одним из крупнейших производителей пива в России. По налоговым отчислениям в бюджет Ульяновской области «Трёхсосенский» занимает лидирующие позиции, наряду с такими промышленными гигантами, как ПАО «УАЗ», ГНЦ «НИИАР» и ЗАО «Авиастар-СП».

## Продукция
Завод в начале прошлого века выпускал пиво и фруктовые воды. Сейчас продуктовый портфель компании также состоит из пива и безалкогольных напитков. Пиво — преобладающая продукция: завод выпускает как свои собственные марки в стеклянных бутылках, алюминиевых банках, ПЭТ-упаковке и на розлив, так и варит пиво по заказам федеральных розничных сетей под их марками. Ассортимент безалкогольной продукции ограничен квасом.

## Награды
Пиво и воды получали различные награды и высокие оценки уже в первые годы существования мелекесской пивоварни. В 1910 году Марковы получают право именоваться «Поставщиком двора Его Императорского Величества». В советский период продукция предприятия ценилась в Поволжском регионе.
Сейчас «Завод Трёхсосенский» — лауреат российских и международных ярмарок и конкурсов; продукция компании отмечена наградами и медалями высших достоинств.
Весной 2017 года независимая государственная[уточнить] экспертная организация «Роскачество» признала все три марки производимого на Трёхсосенском кваса как продукты повышенного и высокого качества.
| Продукт / Конкурс               | Monde Selection 2013 | SuperiorTasteAward 2015        | World Beer Awards 2015 | International Beer Challenge 2015 | DLG Quality Test Beer and Beer Mix Beverages 2016 | Monde Selection 2017 | International Beer Challenge 2017 | The Beer Awards 2017/18 | Monde Selection 2020 |
| ------------------------------- | -------------------- | ------------------------------ | ---------------------- | --------------------------------- | ------------------------------------------------- | -------------------- | --------------------------------- | ----------------------- | -------------------- |
| Трёхсосенское Светлое           | золотая награда      | 2 звезды «замечательный вкус»  | -                      | -                                 | -                                                 | золотая награда      | -                                 | -                       | -                    |
| Трёхсосенское Бархатное         | -                    | 3 звезды «исключительный вкус» | серебряная награда     | бронзовая награда                 | золотая медаль                                    | золотая награда      | -                                 | 4 Star Beer 2017        | -                    |
| Трёхсосенское Пшеничное         | -                    | -                              | -                      | -                                 | -                                                 | серебряная награда   | -                                 | 4 Star Beer 2017        | -                    |
| Искусство варить Чешское Барное | золотая награда      | 2 звезды «замечательный вкус»  | -                      | -                                 | -                                                 | серебряная награда   | серебряная награда                | 4 Star Beer 2017        | -                    |
| Искусство варить Баварское      | -                    | 2 звезды «замечательный вкус»  | -                      | -                                 | золотая медаль                                    | серебряная награда   | -                                 | -                       | -                    |
| Дуб и Обруч Бочковое            | серебряная награда   | 3 звезды «исключительный вкус» | -                      | бронзовая награда                 | золотая медаль                                    | золотая награда      | бронзовая награда                 | 3 Star Beer 2017        | -                    |
| Дуб и Обруч Выдержанное         | -                    | 2 звезды «замечательный вкус»  | золотая награда        | -                                 | -                                                 | золотая награда      | -                                 | 4 Star Beer 2017        | -                    |
| Жигулёвское Традиционное        | серебряная награда   | -                              | -                      | -                                 | -                                                 | -                    | -                                 | -                       | -                    |
| Варим Сусло                     | -                    | -                              | -                      | -                                 | -                                                 | -                    | серебряная награда                | 4 Star Beer 2017        | серебряная награда   |
| Медь и Солод                    | -                    | -                              | -                      | -                                 | -                                                 | -                    | -                                 | -                       | серебряная награда   |
| Мягкий солод                    | -                    | -                              | -                      | -                                 | -                                                 | -                    | -                                 | -                       | серебряная награда   |
| Вишня в дубе                    | -                    | -                              | -                      | -                                 | -                                                 | -                    | -                                 | -                       | золотая награда      |

Источник: http://www.trehsosensky.ru/, http://www.rg.ru/2015/08/27/reg-pfo/konkurs-anons.html

## Дополнительные факты
- Торговая марка самого первого винокуренного завода города Мелекесса — Трёхсосенского пивоваренного завода — включала изображение трёх сосен, образ которых взят за основу современного герба города Димитровграда.
- После вхождения в состав завода «Трёхсосенский» ульяновского пивоваренного завода «Витязь», было принято решение возобновить выпуск продукции под ценной для Ульяновска и Поволжья маркой «Витязь».

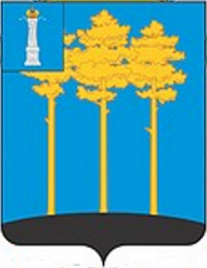
Герб Димитровграда
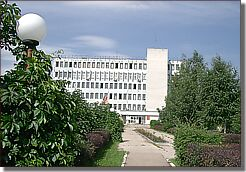
Заводоуправление "Витязь"